# Alessandro Pasqualini

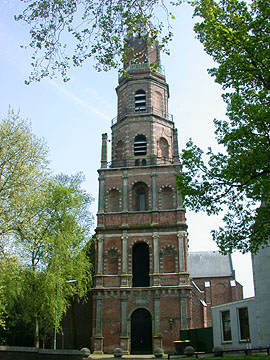
La chiesa di IJsselstein (Paesi Bassi), progettata da Alessandro Pasqualini nel 1535.

Alessandro Pasqualini (Bologna, 5 maggio 1493 – Bielefeld, 1559) è stato un architetto italiano, attivo nei Paesi Bassi e in Germania nei primi decenni del XVI secolo.

## Biografia
Ingaggiato da Floris van Egmond, conte di Buren e signore di IJsselstein e Grave, Alessandro Pasqualini dopo i primi passi come architetto nella natìa Bologna si trasferì nei Paesi Bassi dove lavorò per 18 anni. I suoi lavori più importanti di questo periodo sono la chiesa di IJsselstein e il castello di Buren. Altri lavori includono il piano ottagonale del campanile di Buren, la facciata del transetto meridionale della chiesa di Grave e le fortificazioni di Leerdam e Kampen.
Nel 1549, dopo la morte di Massimiliano van Egmond, figlio di Floris, Pasqualini fu ingaggiato da Guglielmo V, duca di Jülich, Kleve e Berg. Pasqualini diresse la ricostruzione della città tedesca di Jülich, distrutta da un incendio nel 1547. Pasqualini inoltre progettò alcuni palazzi del centro storico, la sede comunale e la cittadella di Jülich. Pasqualini morì a Bielefeld nel 1559.
I figli Maximilian von Pasqualini (1534–1572) e Johann von Pasqualini detto il vecchio (1535 ca.- 1581 ca) continuarono l'attività del padre lavorando come architetti tra il nord della Germania e dei Paesi Bassi.

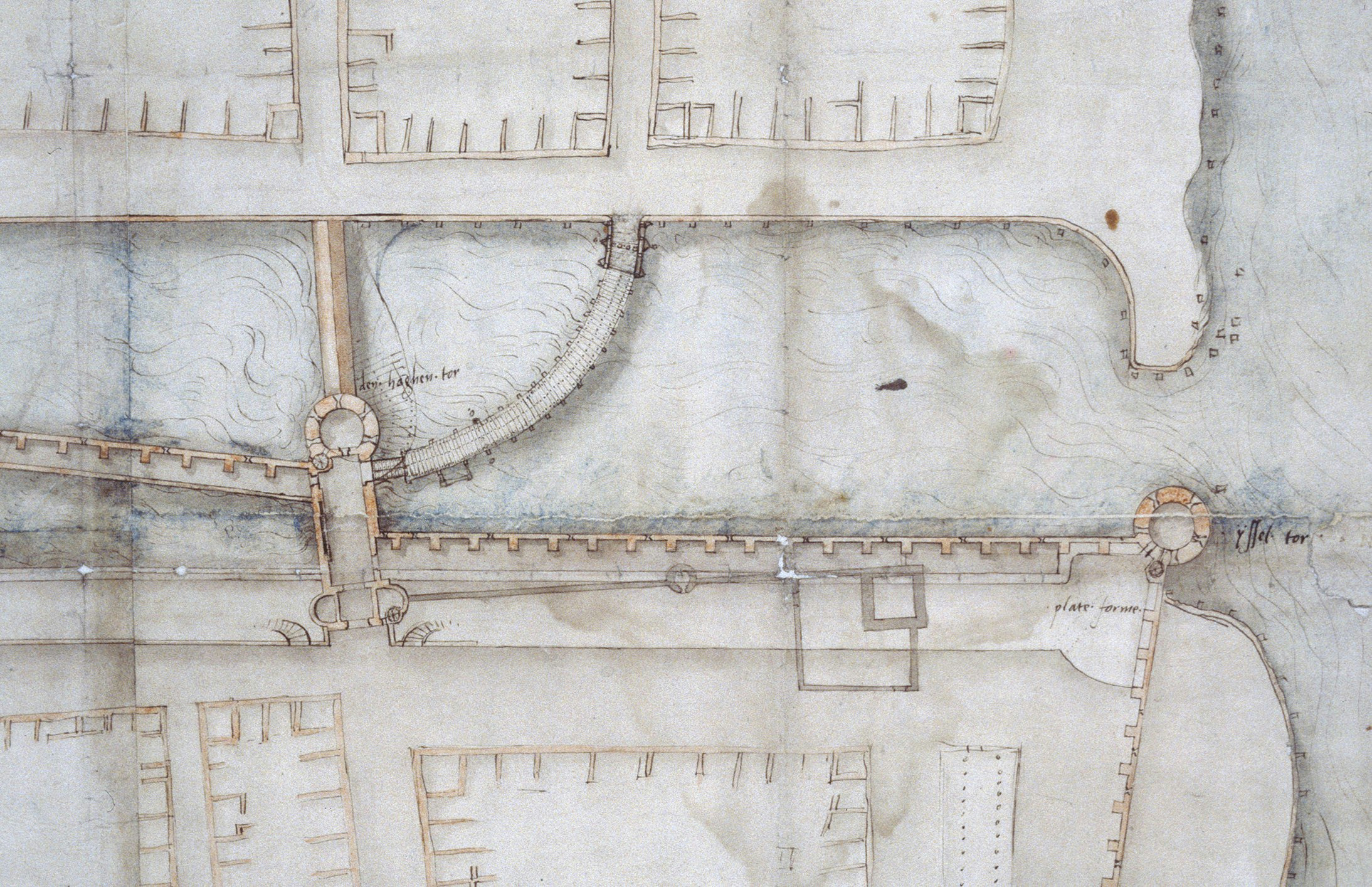
Mappa di Kampen
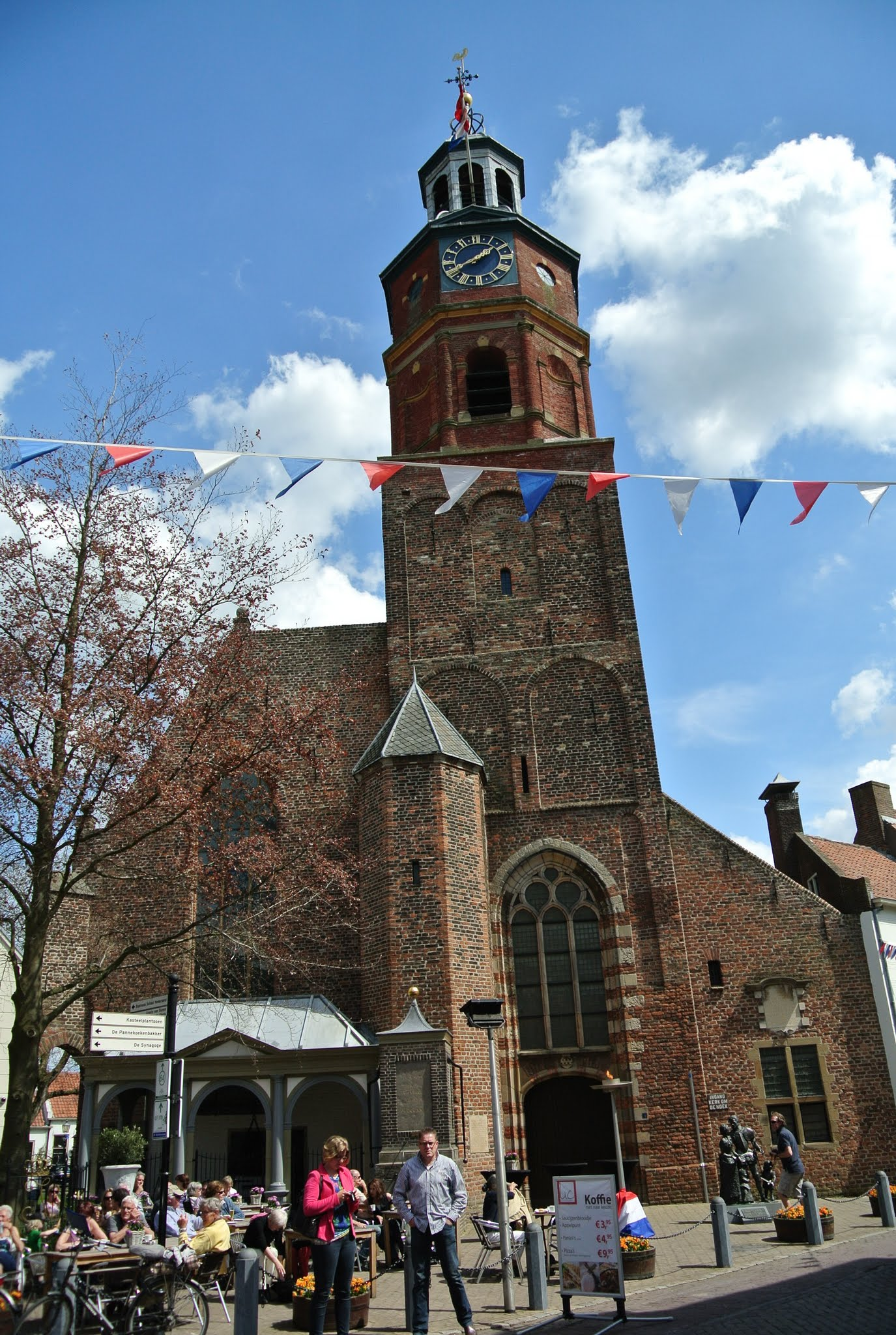
Buren
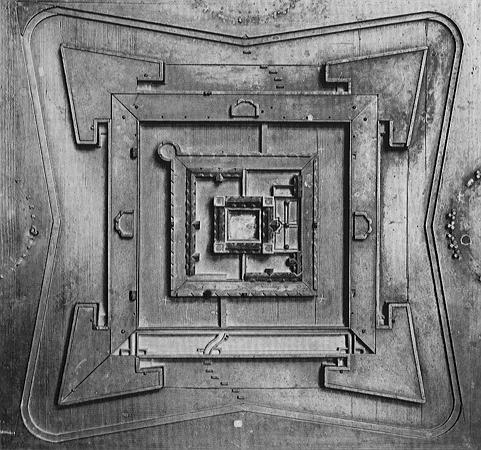
Jülich
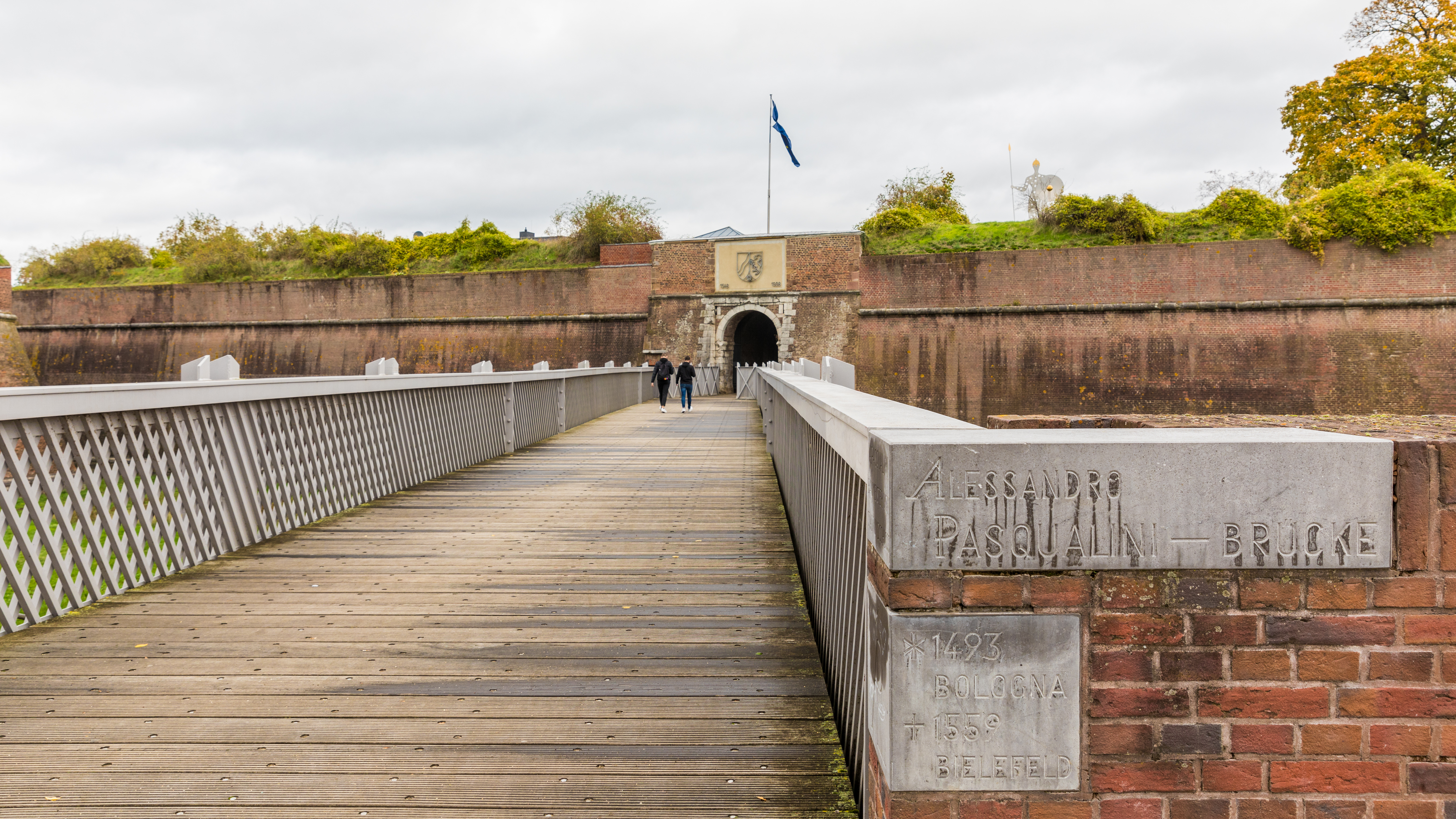
Jülich

### In italiano
- Paolo Portoghesi, Dizionario enciclopedico di architettura e urbanistica, Vol. IV, Roma 1968

### In tedesco
- Günter Bers, Der italienische Architekt Alessandro Pasqualini (1493–1559) und die Renaissance am Niederrhein: Kenntnisstand und Forschungsperspektiven, Fischer (Jülich), 1994, ISBN 3-87227-051-6
- Guido von Büren, Alessandro Pasqualini: die italienische Renaissance am Niederrhein.
- Guido von Büren, Schlösser und Bastionen – importierte Renaissance: Alessandro Pasqualini (1493–1559). Dt. Kunstverl., 1995.
- Conrad Doose, Alessandro Pasqualini: ein Festungsbaumeister, Architekt und Künstler der Dombauschule von St. Peter in Rom und Belgien, in Deutschland und in den Niederlanden. Fischer (Jülich), 1993, ISBN 3-87227-047-8
- Friedrich Lau, Die Architektenfamilie Pasqualini. In: Düsseldorfer Jahrbuch 1920/24, Band 31, 1925, S. 108 f.
- Theo van Mierlo, Alexander Pasqualini: 1493–1559; Architekt und Festungsbaukundiger in den Niederlanden, ISBN 3-9801876-7-5